# Didier Peyrat
Pour les articles homonymes, voir Peyrat.
Didier Peyrat, né le 9 avril 1955 à Pau est un magistrat français ayant exercé de 1988 à 2019.
Magistrat de gauche et proche du Parti socialiste, il tente, sans y réussir de porter la problématique de la sécurité au cœur du débat de la gauche. 
Dans ses ouvrages, il a tour à tour analysé la place de l'insécurité dans les causes de la montée du Front national, interpellé la gauche pour « renouer avec le volontarisme éducatif, l’affirmation des valeurs, la défense de la civilité » ou encore rappelé la nécessité d’assumer un débat sur le terrain de la morale.

## Parcours professionnel
Magistrat à partir de 1988, il exerce au tribunal de Pontoise.
Il est nommé président du tribunal de grande instance de Cayenne en 1995 avant d’être chargé de l’aide aux victimes puis de la politique de la ville au ministère de la justice à compter du 1er septembre 1998. 
Le 1er janvier 2002, il est nommé au tribunal de grande instance de Pontoise en tant que procureur-adjoint de la République,.
Après une brève période de mise en disponibilité, en 2007, pour se présenter aux élections municipales à Pontoise, il est nommé vice-président au TGI de Nanterre
Il est ensuite nommé en hors hiérarchie comme avocat général à la cour d'appel de Limoges.
Après avoir terminé sa carrière comme avocat général à la cour d'appel de Versailles, il prend sa retraite le 1er septembre 2019.

## Positions publiques et politiques
Didier Peyrat est l'auteur de plusieurs ouvrages et articles sur les questions de justice, de sécurité et de « civilité ».
Il s’est fait tout particulièrement connaître en 2006 par son intervention dans Libération et sa prise de position critique de l’attitude et du vocabulaire utilisé par le ministre de l’intérieur pendant les émeutes de novembre 2005 (dont le fameux « kärcher »). Se sont ensuivies des menaces de poursuites disciplinaires,,, et une campagne nationale de soutien en faveur du magistrat,. Sa hiérarchie reprochait à Didier Peyrat cette « critique » de la politique ministérielle. Finalement le Procureur général a renoncé à toute sanction,.
En 2008, il est choisi par les partis de gauche (PS, Verts, PCF et PRG) comme tête de liste à l'élection municipale de Pontoise contre Philippe Houillon, député UMP et maire depuis 2001. Le 9 mars 2008, la liste qu'il conduit, Pontoise Ensemble, est battue dès le premier tour, obtenant 2 452 voix pour 29,08 % des suffrages exprimés et cinq élus.
Dans l'entre-deux-tours de l'élection présidentielle de 2017 qui oppose Emmanuel Macron à Marine Le Pen, il cosigne avec d'autres magistrats une tribune appelant à voter pour Emmanuel Macron contre le Front national.

## Publications

### Livres
- 1998 : L’accès au droit en Guyane (préface d’Antoine Garapon), Ibis Rouge éditions.
- 1999 : Le juge et le lieu (préface de Christiane Taubira), Ibis rouge éditions.
- 2003 : Éloge de la sécurité, Gallimard/Le Monde[20],[21],[22].
- 2005 : En manque de civilité, Textuel.
- 2007 : Face à l’insécurité, refaire la Cité, Buchet Chastel, 2007[23].

### Rapports
- La politique judiciaire de la ville, bilan et perspectives, Direction des affaires criminelles et des grâces, ministère de la justice, novembre 2000.
- Habiter, cohabiter : la sécurité dans le logement social, rapport à Marie-Noëlle Lienemann, Ministère de l’Equipement, du transport et du Logement, février 2002[24]

## Pour approfondir